# FPLMTS
FPLMTS (Future Public Land Mobile Telecommunication System) – podstawowy standard w telefonii komórkowej trzeciej generacji (3G). Miał zapewnić dostęp do bardzo rozległego zestawu usług i umożliwić ogólnoświatowy zasięg (roaming). Obecnie nazwa FPLMTS nie jest już stosowana – zastąpił ją termin IMT-2000 (International Mobile Telecommunications 2000).

## Proces standaryzacji

Proces standaryzacji IMT-2000

Prace nad opracowaniem systemu telefonii trzeciej generacji rozpoczęły się na początku lat 90 XX w. W 1992 r. podczas Światowej Administracyjnej Konferencji Radiowej (WARC 92) zorganizowanej przez ITU, określono podstawowe założenia systemu i wstępne pasma częstotliwości dla telefonii komórkowej trzeciej generacji 3G. Zgodnie z przyjętą przez ITU uchwałą oraz z postanowieniami odbytej w 1995 r. Światowej Konferencji Radiokomunikacyjnej (WRC 95) ustalono, że wstępne wdrożenie architektury naziemnej powinno nastąpić około roku 2001. W 1997 r. Europejska organizacja normalizacyjna ETSI przedstawiła dla kontynentu europejskiego założenia odmiany regionalnej IMT-2000, czyli systemu UMTS. Standard IMT-2000 został oficjalnie zatwierdzony na światowej konferencji radiotelekomunikacji (WRC 2000) w Stambule, gdzie pracowała nad nią grupa robocza WP-8.

## Założenia standardu IMT-2000
Podczas tworzenia standardu IMT-2000 ujednolicono wymagania stawiane systemowi i określono podstawowe założenia, które ma on spełniać:
1. szybkość transmisji danych różna w zależności od odległości od stacji bazowej i od szybkości przemieszczania się terminala:
  - do 2 Mb/s – kiedy terminal znajduje się maksymalnie 0,2 km od stacji bazowej (środowisko pikokomórkowe) i nie porusza się;
  - do 348 kb/s – odległość do 2 km od stacji bazowej (środowisko mikrokomórkowe) i prędkość poruszania się terminala do 120 km/h;
  - do 144 kb/s – odległość powyżej 2km (środowisko makrokomórkowe) i prędkość powyżej 500 km/h;
2. zapewniony dostęp do internetu;
3. komunikacja zarówno w trybie komutacji łączy, jak i pakietów;
4. wysoka jakość transmisji mowy;
5. udostępnienie abonentowi różnych usług (także multimedialnych i czasu rzeczywistego) zintegrowanych razem i dostępnych na całym świecie:
  - System nawigacji;
  - System lokalizacji;
  - System informacji o zagrożeniach;
  - System informacji dla pagerów;
  - Gazeta elektroniczna, książka elektroniczna, telezakupy;
  - Wideo na żądanie, interaktywna telewizja;
  - Muzyka na żądanie, karaoke na żądanie;
  - Serwis informacyjny;
  - Baza danych, poczta e-mail;
  - Wideo konferencje;
  - Telefon mobilny, wideo telefon;
6. roaming światowy;
7. globalne pokrycie radiowe dzięki zastosowaniu systemu satelitów;
8. umożliwienie jednoczesnej realizacji różnych usług;
9. efektywne wykorzystanie dostępnego zakresu częstotliwości;
10. skuteczne zabezpieczenia przekazywanych informacji;
11. architektura umożliwiająca dalszą rozbudowę powiązaną z postępem technologicznym;
12. skalowalność sieci;
13. przenoszalność wstecz (tzn. dostępność terminali umożliwiających pracę w systemach zarówno drugiej, jak i trzeciej generacji);
14. integracja różnych sieci wewnątrz sieci 3G:
  - Sieci łączności bezprzewodowej;
  - Radiowych sieci PABX;
  - Radiowych sieci LAN;
  - Radiowych sieci dostępowe WLL;
  - Radiowych niepubliczne sieci dyspozytorskie PMR;
  - Sieci przywoławczych.

## Różne koncepcje dostępu radiowego w IMT-2000
Początkowo system IMT-2000 miał na całym świecie pracować na tych samych zasadach (te same zakresy częstotliwości, zasady dostępu do łącza) jednakże z uwagi na zbyt duże różnice występujące między infrastrukturą sieci w poszczególnych częściach świata i różne zajętości przeznaczonych dla 3G pasm radiowych postanowiono, że system będzie funkcjonował w kilku odmianach regionalnych: europejskiej, amerykańskiej, japońskiej, chińskiej i koreańskiej.
- Standaryzacją odmiany Europejskiej zajął się Europejski Instytut Norm Telekomunikacyjnych (ETSI). Zaproponował on koncepcję interfejsu radiowego oznaczoną jako UTRA, na którą składają się dwie techniki transmisji szerokopasmowej z wielodostępem kodowym (WCDMA) przeznaczone dla różnych zakresów częstotliwości: IMT-DS (opierająca się na technice CDMA z rozpraszaniem bezpośrednim) i IMT-TC (technika TD-CDMA, czyli połączenie wielodostępu kodowego i czasowego). Dalszą pracę w tym zakresie przejęła organizacja 3GPP. Włączyła ona też do swojej pracy opracowaną przez ETSI technikę oznaczoną jako IMT-FT (łącze radiowe systemu telefonii DECT).
- W Ameryce komitet standaryzacyjny T1P1 zaproponował system wielodostępu kodowego z wykorzystaniem wielu nośnych CDMA2000 (rozwinięcie systemu CDMA w standardzie nazwane IMT-MC) oraz oparty na technice TDMA system UWC-136 (ewolucja systemu IS-136 w standardzie nazwana IMT-SC). IMT-MC jest dalej rozwijane przez organizację 3GPP2.
- Nad standardem japońskim pracowało stowarzyszenie ARIB (Association for Radio Industries and Businesses). Ponieważ ich plany także opierały się na standardzie WCDMA, w końcowym okresie przyłączyli się do ETSI w ramach organizacji 3GPP.
- Także koreańskie stowarzyszenie TTA (Telecommunications Technology Association) zaproponowało wykorzystanie techniki WCDMA jednakże o nieco innej koncepcji interfejsu radiowego.

Techniki transmisji radiowej w IMT-2000

Po opracowaniu wszystkich tych technik ITU połączyło zbliżone propozycje i zdefiniowało pięć podstawowych technik transmisji radiowej, które będą stosowane w systemie IMT-2000. Są to:
- IMT-MC
- IMT-DS
- IMT-TC
- IMT-SC
- IMT-FT

Dzięki zróżnicowaniu tych technik ułatwione zostanie przechodzenie abonentów z sieci drugiej generacji (GSM) do systemu IMT-2000.

## Zakres częstotliwości wykorzystywany w systemie
Ostateczna wersja zasobów widmowych dla systemu IMT-2000 została oficjalnie zatwierdzona w roku 2000 na Światowej Konferencji Radiowej. Zawierają się w czterech przedziałach:
1. od 806 do 960 MHz,
2. od 1710 do 2025 MHz,
3. od 2100 do 2200 MHz,
4. od 2500 do 2690 MHz.

Zakres częstotliwości używanych w standardzie IMT-2000

Przedziały 806–960 MHz, 1710–1885 MHz oraz 2500–2690 MHz mają być udostępnione systemowi IMT-2000 dopiero w przyszłości, dlatego obecnie bierze się pod uwagę tylko górną połowę przedziału drugiego i przedział trzeci. Wewnątrz wszystkich zakresów wydzielono podzakresy zarezerwowane na transmisje satelitarne:
1. od 1980 do 2010 MHz,
2. od 2170 do 2200 MHz,
3. od 2500 do 2520 MHz,
4. od 2670 do 2690 MHz.

Problem polega na tym, że tylko Chiny mogą w pełni przeznaczyć obecnie dostępne pasma dla systemu IMT-2000. W pozostałych krajach część tych pasm jest zajęta przez inne systemy telekomunikacyjne. W Europie pasmo 1885–1900 jest zajęte przez system DECT, w USA w pasmach 1885–1910 i 1930–1990 pracuje system GSM, natomiast w Japonii i Korei pasmo do 1919 MHz jest zajęte przez PHS. Docelowo jednak wszystkie zasoby widmowe określone w 2000 roku mają być wykorzystywane w systemie IMT-2000.

## Podsumowanie
Standard IMT-2000 pomimo różnych, lokalnych metod dostępu do łącza radiowego ma pewne cechy, które charakteryzują go jako całość. Są to między innymi:
- konieczność spełniania założeń opisanych w punkcie drugim,
- takie same rozwiązania techniczne, terminale i architektura sieci naziemnej na całym świecie,
- podobieństwo właściwości sygnału w łączu radiowym dla różnych technik transmisji,
- wykorzystanie na całym świecie prawie tego samego zakresu częstotliwości.

Obecnie istnieje jeszcze wiele problemów stojących na przeszkodzie realizacji tych założeń na całym świecie. Największe chyba kłopoty wynikają z wcześniejszego zagospodarowania podstawowych zakresów częstotliwości na inne potrzeby – przykładem jest Ameryka.